# Solar Decathlon Africa

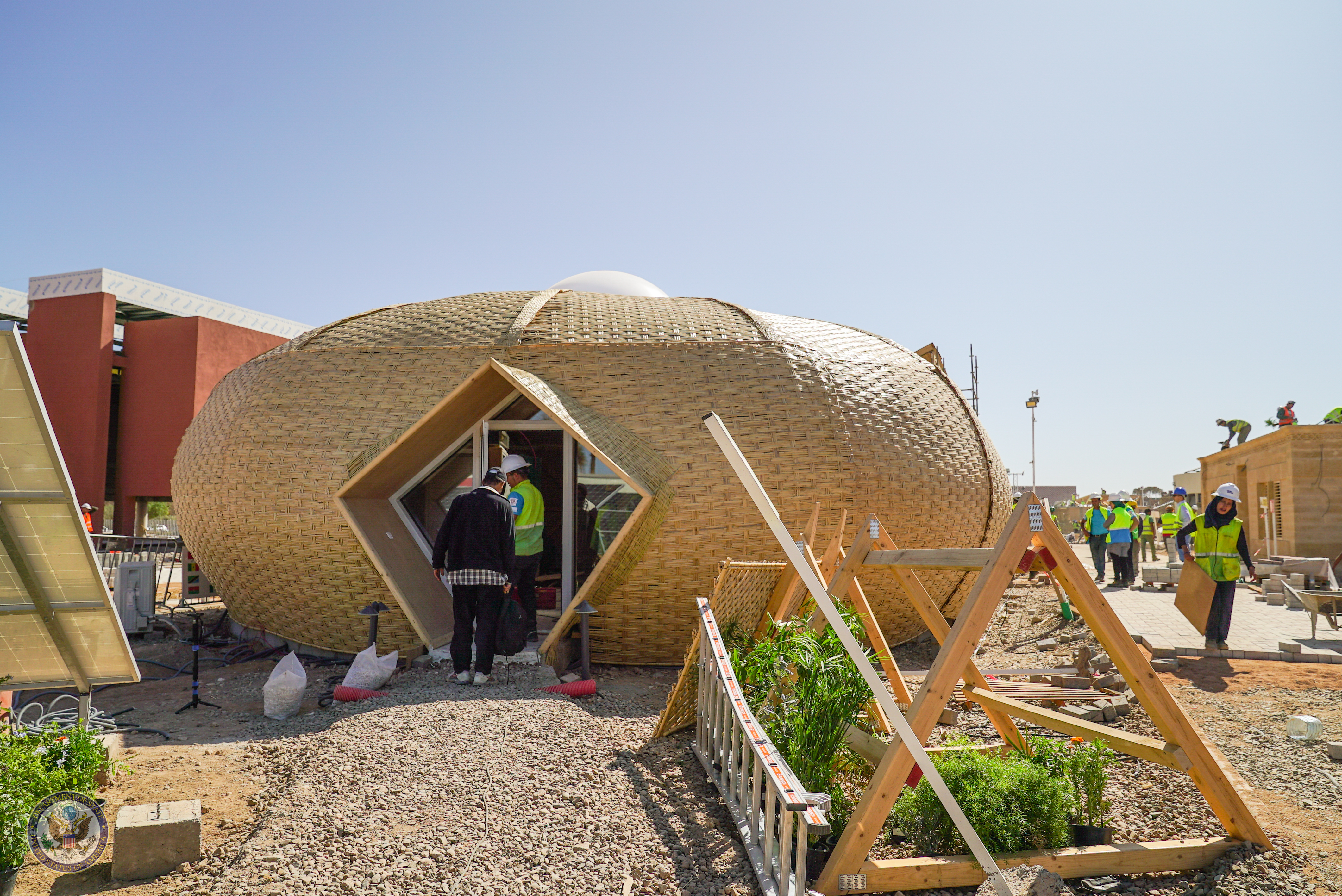
Solar Decathlon Africa 2019 – Letzter Tag der Aufbauphase vor dem Contestbeginn

Der Solar Decathlon Africa ist ein architektonischer sowie energietechnischer Wettbewerb internationaler Hochschulteams mit dem Ziel, ein effizientes Gebäude zu konstruieren, das seinen Energiebedarf nur mit selbstproduzierter Solarenergie deckt. Hervorgegangen ist der SDA – ähnlich wie die Solar Decathlons in Europa und Indien – aus einer Kooperation regionaler Institutionen mit dem US-Energieministerium. Letzteres initiierte die ersten Solar-Decathlon-Wettbewerbe in den USA. Ausgerichtet wurde der Wettbewerb 2019 vom marokkanischen Ministerium für Energie, Bergbau, Wasser und nachhaltiger Entwicklung (MEMEE), dem marokkanischen Forschungsinstitut für Solarenergie und neue Energien (IRESEN) und der polytechnischen Universität Mohammed VI (UM6P). Geplant sind Wiederholungen alle zwei Jahre.
Während die Grundprinzipien und Wettbewerbsdisziplinen des Solar Decathlon (leicht modifiziert) angewendet werden, sind für Afrika spezifische Problemstellungen und Rahmenbedingungen verstärkt berücksichtigt. Ebenso wird Wert gelegt auf die Fortschreibung der afrikanischen Architekturgeschichte und ihren jeweiligen Besonderheiten. Auch der SDA ist offen für Wettbewerbsteams weltweit. Der erste SDA fand 2019 in Ben Guerir, Marokko statt. Teams aus Afrika waren dabei stark repräsentiert.

## Solar Decathlon Africa 2019
Beim 1. Solar Decathlon Afrika traten die folgenden 18 Teams an.
- / TEAM A’ Free Home[3]: National School of Architecture Fez, Marokko; Universiti Sains Islam, Malaysia; EMDD of Ecole supérieure de Technologie de Salé, Marokko; DESTEC of Faculté des Lettres et Sciences Humaines, Marokko

- / TEAM Africa Golden Riad[4]: Ecole supérieure de Technologie de Fes, Marokko, University of Pau and Pays de l'Adour, Frankreich

- / TEAM Bayt-Akhdar[5]: Université Sultan Moulay Slimane Beni Mellal, Marokko; Cheikh Anta Diop University, Dakar, Senegal

- TEAM TADD-ART[6]: Université Mundiapolis, Casablanca, Marokko; Academy of Traditional Art, Casablanca, Morocco

- // Team OCULUS[7]: Worcester Polytechnic Institute, Worcester, Massachusetts, USA; École nationale supérieure d'informatique et d'analyse des systèmes ENSIAS, Rabat, Marokko; École nationale supérieure d'arts et métiers ENSAM, Meknes, Marokko; African University of Science and Technology, Abuja, Nigeria

- / TEAM PLUG & LIVE[8]: Université privée de Fès, Fez, Marokko; EPF Ecole D’INGENIEUR-E- S, France

- / Inter House Team[9] Colorado School of Mines, Golden, Colorado, USA; National School of Architecture, Marrakech (ENAM), Marrakesch, Marokko, Cadi Ayyad University, Marrakesch, Marokko

- / TEAM SUNIMPLANT[10]: National School of Architecture Tétouan, École nationale des sciences appliquées de Tétouan, Tetouan, Marokko; École nationale de commerce et de gestion de Tanger, Tanger, Marocco; Fraunhofer Institute for Solar Energy Systems, Halle (Saale), Germany; ADRAR NOUH cooperative, Marokko

- TEAM TDART[11]: Abdelmalek Essaâdi University, Tetuán, Marokko

- TEAM THRIVE[12]: Mohammadia School of Engineering, Rabat, Marokko

- TEAM CJEM[13]: Ecole Hassania des Travaux Publics, Morocco; Institut Supérieure du Commerce et l'Administration des Enterprises, Marokko, Emines School od Industrial management, Marokko

- TEAM Mahali[14]; Stellenbosch University, Stellenbosch, Südafrika

- // TEAM Afrikataterre[15]: Université Internationale de Rabat, Marokko; Technische Hochschule Lübeck, Deutschland. Academic Institutions of DAKAR (CUAD/IPP/CSFP-BTP), Senegal; Région de Rabat-Salé-Kénitra, Université Ibn-Tofail, Kenitra, Marokko; Mohammed V University, Rabat, Marokko

- //// TEAM E-CO-Dar[16]: University of Hassan II, Casablanca,  Marokko; National School of Architecture, Rabat, Marokko, University of Seattle, Seattle, USA; Faculty of Science, Rabat, Marokko, Avinashilingam University, Tamil Nadu, Indien; Centre Universitaire, technique et professionnel & Centre de recherche pour l’exécution des matériaux, Bamako, Mali; Ecole supérieure de technologie, Marokko, University Ouaga I Joseph Ki-Zerbo, Ouagadougou, Burkina Faso;  Ecole Nationale des sciences appliquées Kenitra, Marokko

- / TEAM Jua Jamii[17] Pan-African University of Water and Energy Sciences Tlemcen, Algerien; National University of Lesotho, Lesotho

- TEAM BOSPHOROUS[18] Yıldız Teknik Üniversitesi,  İstanbul Teknik Üniversitesi, Istanbul, Türkei

- // TEAM DarnaSol[19]: Al Akhawayn University, Ifrane, Marokko; University of Maryland, Maryland, USA; Helwan University, Helwan, Ägypten

- TEAM SOLARTIGMI[20]: Ecole Marocaine des Sciences de l’Ingénieur, Marokko

- TEAM Solar-ution[21]; Moulay Ismail University, Meknes, Marokko

- TEAM Neopetra[22]: Hassania School of Public Works, Casablanca School of Architecture, Casablanca, Marokko, EMINES-School of Industrial Management, Marokko

Die Wettbewerbsdisziplinen sind angelehnt an, aber nicht identisch mit den Ursprungsdisziplinen des US-amerikanischen Solar Decathlon und umfassen
- Architektur
- Innovation
- Marktfähigkeit
- Komfort
- Ausstattung
- Nachhaltigkeit
- Wohnen und Unterhaltung
- Kommunikation und Sozialverträglichkeit
- Strom und Energiebilanz
- Technische Umsetzung und Konstruktion

## Gewinner des 1. SDA 2019
- Platz 1: Inter House[23]

- Platz 2: Bayt-Akhdar

- Platz 3: Solar-ution